# Ling Jihua

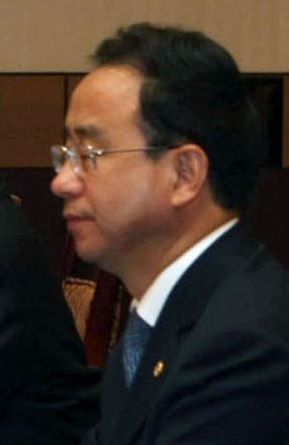
Ling Jihua, 2008

Ling Jihua (chinesisch 令计划; * 22. Oktober 1956 in Pinglu, Provinz Shanxi) ist ein chinesischer Spitzenpolitiker. Er war enger Vertrauter des ehemaligen Generalsekretärs und Präsidenten der Kommunistischen Partei Chinas Hu Jintao. Im Juli 2015 wurde er aus der KPCh ausgeschlossen und all seiner Ämter enthoben.

## Politische Laufbahn
Ling wurde 1976 Mitglied der KPCh. Von 1975 bis 1995 war er in verschiedenen Funktionen im Kommunistischen Jugendverband Chinas tätig. 1995 wechselte er ins Generalbüro des Zentralkomitees. 2007 wurde er Vollmitglied des Zentralkomitees und leitete bis 2012 das Generalbüro.
Im September 2012 verlor er dieses einflussreiche Amt und wurde zum Leiter der Abteilung des Austauschbüros des Zentralkomitees (engl. „United Front Work Department“) degradiert. Seine Versetzung erfolgte im Zusammenhang mit einem Autounfall, in welchem sein 23-jähriger Sohn Ling Gu am Steuer eines Ferrari starb und seine zwei tibetanischen Begleiterinnen schwer verletzt wurden. Dabei kam es zu Vertuschungsversuchen, die zu einem Skandal in der chinesischen Öffentlichkeit sorgten. So besuchte Ling die Leichenhalle, in die sein Sohn gebracht wurde und verleugnete ihn dort. Nach einem Bericht der South China Morning Post wurden zu dem hohe Geldbeträge aus staatlichen Firmen abgezweigt, um die Familien der beiden Frauen zum Schweigen zu bringen.
Im Dezember 2014 teilte die Zentrale Disziplinarkommission der KPCh mit, gegen Ling werde eine parteiinterne Untersuchung wegen Verdachts auf Verstöße gegen die Parteidisziplin eingeleitet. Am 20. Juli 2015 wurde Ling gemäß Beschluss des Politbüros aus der KPCh  ausgeschlossen und seiner Ämter enthoben. Ihm wurden schwere Verstöße gegen die Parteirichtlinien vorgeworfen. Er soll seine politischen Ämter dazu missbraucht haben, sich und seinem privaten Umfeld illegale Gewinne zu ermöglichen und er soll Bestechungsgelder angenommen haben. Er soll Ehebruch begangen haben und seine Position missbraucht haben, um Sex zu erhalten. Zudem soll er sich in ungerechtfertigter Weise Zugang zu geheimen Informationen über Staat und Partei verschafft haben. Wegen Verdachts auf kriminelle Handlungen wurde sein Fall an die Oberste Volksstaatsanwaltschaft (engl.  „Supreme People’s Procuratorate“, SPP) überwiesen. Am 13. Mai 2016 wurde bekannt gegeben, dass Ling in Tianjin vor das Mittlere Volksgericht Nr. 1 gestellt werden soll. Ihm werden in dem Verfahren die Annahme von Bestechungsgeldern, die Bevorteilung von Freunden und die illegale Aneignung von Staatsgeheimnissen vorgeworfen. Die Straftaten werden als extrem schwerwiegend beurteilt und dem Staat sollen sowohl schwere materielle wie auch immaterielle Schäden zugefügt worden sein. Der Prozess fand am 7. Juni unter Ausschluss der Öffentlichkeit statt, da es, wie erklärt wurde, um zahlreiche Staatsgeheimnisse in dem Verfahren ging. Am 4. Juli 2016 wurde Ling zu einer lebenslangen Freiheitsstrafe verurteilt. Sein gesamtes Vermögen wurde eingezogen und seine politischen Rechte wurden ihm auf Lebenszeit aberkannt. Das Gericht befand ihn schuldig 77,08 Millionen RMB entweder selbst oder über Familienmitglieder in Bestechungsgeldern angenommen zu haben. Es wurde geurteilt, dass er, indem er sich eine große Zahl von Staatsgeheimnissen von anderen Personen angeeignet habe, das staatliche Geheimhaltungssystem gefährdet habe. Ihm wurde weiterhin Machtmissbrauch vorgeworfen. So habe er gewusst, dass sein Sohn und seine Frau Bestechungsgelder annahmen, aber nichts dagegen unternommen. Seine Vergehen wurden als großer Schaden für das Volk dargestellt. Ling widersprach der Anklage nicht und nahm das Urteil an, wurde von der Nachrichtenagentur Xinhua erklärt. Das Gericht wertete diese Haltung, die er von Anfang des Verfahrens an gezeigt hatte, zusammen mit seinem Geständnis als strafmildernd.

## Familie
Seine Ehefrau, Gu Liping, war ebenfalls im Kommunistischen Jugendverband tätig. Sie gründete die NGO „Youth Business China“ (YBC) und leitete diese Organisation von 2003 bis 2013.